# Hlavní kladenská sloj
Hlavní kladenská sloj, také svrchní radnická, je černouhelná sloj radnických vrstev kladenského souvrství v kladensko-rakovnické pánvi v kladenském kamenouhelném revíru, která byla objevena v roce 1846. Sloj je uložena 4–15 m nad základní kladenskou slojí. Obě jsou od sebe odděleny tzv. brouskovým obzorem.

## Charakteristika
Sloj byla nejvýznamnější slojí v dané oblasti jak hospodářským významem, tak svojí kvalitou a mocností, která dosahovala až dvanáct metrů (doly ve Vinařicích a Švermově). Její stáří je položeno do svrchního karbonu, odhaduje se na 309 milionů let. Hloubka slojí je od výchozů až do hloubky 600 m.
V hlavní kladenské sloji byl bohatý výskyt bělavého vulkanogenního proplástku (opuka), který je typický pro tuto sloj. Výskyt vrstev proplástků byl od několika milimetrů až centimetrů. Nejmocnější byly označovány (od spodu nahoru) jako velká (0,1–1,2 m), malá (0,03–0,08 m), modrošedá (0,03–0,08 m) a stropní (0,02–0,3 m) opuka.
Z makropetrografickéko pohledu je hlavní kladenská sloj tvořena především mastným páskovaným uhlím a ve střední části sloje také páskovaným uhlím.
Původní sloj kladenské deprese byla v době sedimentace svrchních radnických vrstev rozdělena do dvou nestejných částí rynholeckého a kladenského revíru. Průměrná mocnost se pohybovala od 7–8 m ve střední a východní části až po 5–7 m v západní části kladenského revíru. V roce 1886 na dole Thinnfeld byla zastižena mocnost 11,8 m. V severní části rynholeckém revíru dosahovala mocnost až 11 m.
Průměrná popelnatost vytěžených zásob byla Ad = 21 %